# Cleptopsebium linnaei
Cleptopsebium linnaei är en skalbaggsart som först beskrevs av Olof Immanuel von Fåhraeus 1872.  Cleptopsebium linnaei ingår i släktet Cleptopsebium och familjen långhorningar. Inga underarter finns listade i Catalogue of Life.